# Christelle Laura Douibi
Christelle Laura Douibi (ar. كريستيل لورا الدويبي; ur. 24 listopada 1985 w Seyssinet-Pariset, Francja) — algierska narciarka alpejska.
Christelle Laura Douibi uczestniczyła na Zimowych Igrzyskach Olimpijskich 2006 w Turynie. Podczas tych igrzysk wzięła udział w dwóch konkurencjach narciarstwa alpejskiego: biegu zjazdowego (40. miejsce) i supergigantu (51. miejsce). Była również chorążym reprezentacji Algierii podczas tych igrzysk.